# Томас Батлер, 10-й граф Ормонд
Томас Батлер (англ. Thomas Butler, ірл. Tomás Dubh de Buitléir; бл. 1531 — 22 листопада 1614) — англійський державний та військовий діяч в Ірландії. Мав прізвисько «Похмурий Том».

## Життєпис
Походив з англійської аристократичної родини, що у XII ст. осіла в Іраліндії. Старший син Джеймса Батлера, графа Ормонда, та Джоан (доньки Джеймса Фіцджеральда, графа Десмонда). Народився у лютому 1531 року. Здобув домашню освіту. У травні 1544 року його було відправлено до Лондону. Виховувався при королівському дворі, де перейняв англійську мову, одяг і манери, а також перейшов в англіканство. Водночас затоваришував з принцесою Єлизавета, яка доводилася Томасові чотириюрідною сестрою по жіночій лінії.
1546 року після смерті батька, якого було ймовірно отруєно політичними суперниками, стає новим графом Ормондом і Оссорі. Томаса Батлера було посвячено у лицарі 20 лютого 1547 року під час коронації Едуарда VI. У вересні того ж року під орудою Едуарда Сеймура брав участь у військовій кампанії проти Шотландії, зокрема звитяжив в битві біля Пінкі. 1548 року його мати вдруге вийшла заміж за Френсіса Браяна.
1551 року його мати втретє вийшла заміж за Джеральда Фіцджеральда, графа Десмонда. 1558 року новою королевою стає Єлизавета I. 1559 року Томаса Батлера було призначено лорд-скарбником Ірландії та членом Таємної ради Ірландії. Того ж року одружився з представницею аристократичного роду Берклі. Проте шлюб не був щасливим, і у дружини з'явилися коханці. Невдовзі вступив у конфлікт з родом Фіцджеральдів, графами Десмонд.
1560 року за посередництва матері замирився з Десмондами. 1564 року фактично розійшовся з дружиною, не маючи дітей, але вона відмовилася від розлучення. У 1560-х роках Томас звів в стилі Тюдорів манор-хауз як прибудову до замку Ормонд на березі річки Суір в Каррік-он-Суїр. Тут мала зупинятися королева під час відвідування Ірландії. 1565 року помирає його мати. Невдовзі вступив у сутичку з Джеральдом Фіцджеральдом, якому завдав поразки в бою при Аффане і захопив у полон. Батлера і Фіцджеральда було викликано до Лондона для владнання суперечок.
За час відсутності графа Ормонда в південній Ірландії почалося повстання на чолі із Джеймсом Фіцморісом Фіцджеральдом, до якого долучилися брати Томаса. Внаслідок цього у липні 1569 року той повернувся до Ірландії, де швидко змусив братів підкоритися. Його брати — Едмунд, Едвард і Пірс — рішенням парламенту Ірландії Білем про зраду були позбавлені прав спадкування. Офіційним спадкоємцем Томаса Батлера став його ще один брат Джон. Але той вже помер у травні. 23 лютого 1573 року здався Джеймс Фіцморіс Фіцджеральд, а натомість йому дозволили виїхати до Іспанії. 1574 року домігся королівського прощення для своїх повсталих братів, яких було відновлено в правах.
У червні 1579 року Фіцджеральди знову повстали. Томаса Батлера призначено губернатора Мюнстера. Запекла боротьба тривала до 1582 року, після чого Джеймс Фіцджеральд перейшов до партизанської боротьби. Призначений лорд-генералом Мюнстеру, Батлер оголосив нагороду за голову суперника. Зрештою того було вбито 1583 року. 1585 року парламент Ірландії Білем про зради Десмонда позбавив рід Фіцджеральдів земель. З цього часу Баилер стає ключовим лордом Мюнстера. Під час цих подій 1582 року помирає дружина Томаса Батлера. Невдовзі він одружився вдруге.
1588 року стає кавалером Ордену Підв'язки. Того ж року під час наступу Іспанської армади перебував разом з королевою. 1594 року призначається генералом військ в Лейнстері, а 1597 року — лейтенант-генералом військ Ірландії.
1600 року придушив повстання віконта Тирона в Ірландії. Проте того ж року зазнав поразки від Оуена Макрорі О'Мура з Лейнстера. В цей час 1600 року помирає друга дружина Батлера. 1601 року оружився втретє. 1602 року призначається віцеадміралом Лейнстеру.
Останні роки більше уваги приділяв питанню пошуку спадкоємця величезних володінь. Спочатку він отримав згоду нового короля Якова I щодо шлюбу доньки Томаса — Єлизавети — та його небіжа Теобальда Батлера, що отримав титул вікона Тулліофеліна. Весілля відбулося 1613 року. Останнього також визнано спадкоємцем володінь Батлерів. Проте 1613 року помирає Теобальд, внаслідок чого новим спадкоємцем став інший небіж — Волтер. Помер Томас Батлер, граф Ормонд, 1614 року.

## Родина
1. Дружина — Єлизавета, донька барона Томаса Берклі
дітей не було
2. Дружина — Єлизавета, донька барона Томаса Шеффілда
Діти:
- Джон (1584—1589)
- Єлизавета (до 1593—1628), дружина: 1) Теобальда Батлера; 2) Річарда Престона, 1-го графа Десмонда
- Томас (бл. 1601—1606)

3. Дружина — Гелена, донька Девіда Фіцджеймса де Баррі, віконата Батеванта
дітей не було
1 бастард